# Miquel V el Calafat
|  | «Miquel V» redirigeix aquí. Vegeu-ne altres significats a «Miquel V (patriarca d'Alexandria)». |

Miquel V el Calafat (Μιχαὴλ ὁ Καλαφάτης) que portà el renom per l'ofici de calafat (impermeabilitzador de naus) que tenia el seu pare, fou emperador romà d'Orient del desembre del 1041 a l'abril del 1042. L'emperadriu Zoè el va acceptar com a fill i hereu del tron però als pocs dies de ser proclamat emperador se'n va penedir. Miquel va resultar ser un hipòcrita i va haver d'abandonar i refugiar-se en un monestir per l'odi que va despertar entre la població.

## Ascens al tron
Era fill d'Esteve, cunyat de Miquel IV, El seu pare havia treballat de calafat abans d'ingressar en l'exèrcit i haver tingut una derrota a Sicília.
Quan va ser evident que a l'emperador Miquel IV li quedava poc temps de vida perquè estava malalt, el secretari d'Estat Joan l'Eunuc va proposar que adoptés com a hereu el seu nebot. Per convèncer l'emperadriu Zoè li va prometre que seria emperador només de nom, que seguiria les ordres d'ella i que la respectaria com a la senyora principal que era.
Quan van saber que portava una vida desordenada i Miquel IV anava a desheretar-lo, va morir. El poble el detestava i els nobles demanaven que Zoè assolís el poder, però finalment l'emperadriu hi va accedir. Miquel V fou coronat el 10 de desembre del 1041.

## El breu govern
El primer que va fer com a emperador fou desterrar Joan l'Eunuc i els altres germans de Miquel IV que estaven a la cort. Pocs dies després també es va tornar gelós del poder de Zoè i va ordenar que li prohibissin l'accés a la tresoreria i a la sala de reunions del consell. Va fer nomenar el seu oncle Constantí, el nobilíssim, perquè l'havia advertit per carta que Zoè no era de confiança, ja que probablement havia matat el seu primer marit Romà III i havia provat de fer el mateix amb Joan l'Eunuc. En conseqüència Miquel V la va posar sota estricta vigilància. Cinc mesos després, havent consultat els seus consellers i astròlegs, va fer tonsurar Zoè per enviar-la a un convent a l'illa dels Prínceps la nit del 18 al 19 d'abril del 1042. L'excusa que va posar és que ella havia provat d'enverinar-lo. L'emperadriu se'n va anar banyada en llàgrimes i pel camí anava demanant, mirant cap al cel, la protecció del seu pare mort.

## L'enderrocament
El senat semblava que havia quedat convençut amb l'explicació de Miquel, però quan l'endemà el prefecte Anastasi va fer públic al fòrum de la ciutat que havien destituït el patriarca Aleix i que l'emperadriu havia ingressat en un convent acusada de traïció, la multitud es va revoltar indignada i van assaltar el palau. La gent exigia a crits la presència de les germanes Zoè i Teodora. Miquel estava espantat i va manar que fessin tornar Zoè, però quan la gent la va veure arribar amb els cabells rapats la violència es va exacerbar i van entrar al palau. Entre els aldarulls es van comptar uns 3.000 morts i la situació semblava no tenir fi. Miquel va fugir i va cercar refugi al monestir d'Estúdion, on era Constantí, germà de Miquel IV. Mentrestant una delegació va anar al convent on era Teodora per convèncer-la que tornés a ser emperadriu juntament amb la seva germana. De mala gana va tornar, les dues van ser proclamades el 21 d'abril del 1042 i així la multitud revoltada es va tranquil·litzar.
Miquel va enviar un missatge a Zoè demanant el perdó, però Teodora va manar que li arrenquessin els ulls a ell i a Constantí i els va prohibir sortir del monestir. El poble va aclamar la decisió de Teodora i es van decretar uns dies de celebracions.